# Tammy Jones
Helen Wyn Jones (Bangor, 12 marzo 1944) è una cantante gallese.

## Biografia
Tammy Jones ha iniziato a cantare già da bambina, vincendo competizioni eisteddfod e in seguito apparendo in serie televisive della BBC Wales ed esibendosi in spettacoli cabaret. Dopo aver realizzato diversi dischi, sia in lingua inglese che gallese, nel 1975 ha vinto per sei settimane consecutive il talent Opportunity Knocks. Il suo più grande successo, Let Me Try Again, ha raggiunto la 5ª posizione della Official Singles Chart e il suo album di provenienza omonimo si è piazzato alla numero 38 della Official Albums Chart. L'anno successivo ha preso parte a A Song for Europe, il programma di selezione per il partecipante britannico all'Eurovision Song Contest, con il brano Love's a Carousel, classificandosi al 6º posto.
Nel 2010 è tornata nel Galles dopo aver vissuto per più di dieci anni in Nuova Zelanda.

## Discografia

### Album in studio
- 1967 – The World of Tammy Jones
- 1975 – Let Me Try Again
- 1976 – Love's a Carousel
- 1981 – Tammy
- 1985 – Country Girl
- 1988 – Tribute
- 1992 – Rusty, Tammy - Combined Country
- Hiraeth Am Gymru

### Raccolte
- 1976 – The Best Of Tammy Jones